# Pucciniastrum hydrangeae
Pucciniastrum hydrangeae är en svampart som först beskrevs av Paul Wilhelm Magnus, och fick sitt nu gällande namn av Joseph Charles Arthur 1906. Pucciniastrum hydrangeae ingår i släktet Pucciniastrum och familjen Pucciniastraceae.   Inga underarter finns listade i Catalogue of Life.